# Архангельское (Сосновский район)
Арха́нгельское — село в Сосновском районе Челябинской области. Административный центр и единственный населённый пункт Архангельского сельского поселения.
Через село протекают реки Биргильда и Сура. Ближайший населённый пункт деревня Самарка. По одному из прежних названий Туктубай (Тохтубай) названа остановочный пункт Тактыбай, находящийся в 10 км северо-западнее села.
Действуют средняя школа, детский сад, сельский клуб, фельдшерско-акушерский пункт, мечеть и православная церковь.

## История
До середины XVIII века возле устья Суры находилась башкирская оседлость (юрт) Туктубай. В середине XVIII века здесь, в даче Чебаркульской крепости разместили почтовую станцию Туктубаевский (Токтубаевский) Ям. Позднее поселение на левом берегу реки Биргильды стали называть Токтубаевым. В 1769 году на правом берегу Биргильды было основано поселение крепостных крестьян, перевезённых из села Архангельского Симбирского уезда Самарской губернии для использования на заводских подсобных работах. Первый колышек на месте этого поселения был забит в день Архангела Михаила (21 ноября по новому стилю). Таким образом, по одной версии село Архангельское стали называть по названию бывшего места жительства переселённых крестьян, по другой — в честь Архангела Михаила. Церковь святого Михаила Архангела в селе была построена в 1885 году, но не сохранилась.
Во время государственной ревизии 1889 года в селе было учтено 118 дворов, имелись школа, мечеть, церковь. В 1920-е годы от села Архангельского отделился посёлок Тохтубай с 430 жителями. В конце 1920-х годов в Архангельском был организован колхоз «Коллективист», а в посёлке Тохтубай — колхоз имени Молотова. Позднее оба хозяйства вошли в состав совхоза «Томинский». В 1990-е годы в селе построен пруд.

## Население
Архангельское — место компактного проживания башкир, они составляют 75 % населения. После появления царского указа о передаче земель Оренбургскому казачьему войску часть башкирского населения переехала на север к реке Миасс и основала там деревню Туктубаево, в 20 км от Архангельского.
| 2002 | 2010 | 2011 | 2012 | 2013 | 2014 | 2015 |
| ---- | ---- | ---- | ---- | ---- | ---- | ---- |
| 879  | ↗904 | ↗906 | ↗928 | ↘914 | ↗921 | ↘917 |
| 2016 | 2017 | 2018 | 2019 | 2020 | 2021 |      |
| ↗931 | ↘919 | ↘889 | ↗898 | ↘894 | ↘800 |      |

Согласно переписи 2002 года, преобладающая национальность — башкиры (63 %).

## Улицы
Уличная сеть села состоит из 11 улиц. 
По территории села проходил Уфимский почтовый тракт, на котором в середине XVIII века был основан Токтубаевский Ям. В 1970-х  годах проходящая через Архангельское по почтовому тракту дорога М5 была передвинута севернее, теперь транзитный транспорт в село не заходит.

## Религия
Мечети
- Мечеть

Православные храмы
- Церковь Михаила Архангела